# Хьюстон, Сэм
Сэмюэл (Сэм) Хьюстон (англ. Samuel (Sam) Houston; 2 марта 1793, графство Рокбридж (Виргиния) — 26 июля 1863, Хантсвилл Техас) — американский политик и государственный деятель, первый и третий президент республики Техас, давший своё имя городу Хьюстон. Единственный в истории США человек, бывший губернатором двух разных штатов, а также единственный губернатор, бывший до этого главой иностранного государства.

## Биография
Сэм Хьюстон родился в окрестностях Лексингтона (округ Рокбридж, штат Виргиния), пятым из десяти детей в семье плантаторов, выходцев из Ольстера шотландского происхождения. Отец, также Сэмюэл, был майором, участником войны за независимость. После смерти отца мать с семьёй переехала в Мэривилл (штат Теннесси). В 1809 году Сэмюэл убежал из дома и какое-то время прожил в племени индейцев чероки. В 1812 году вернулся в Мэривилл, где основал первую школу в Теннесси. Участвовал в войне с Великобританией 1812—1814 годов, затем в войне с индейцами мускоги, в одном из сражений которой получил серьёзное ранение. Во время войны Хьюстон познакомился с генералом Эндрю Джексоном, будущим президентом США.

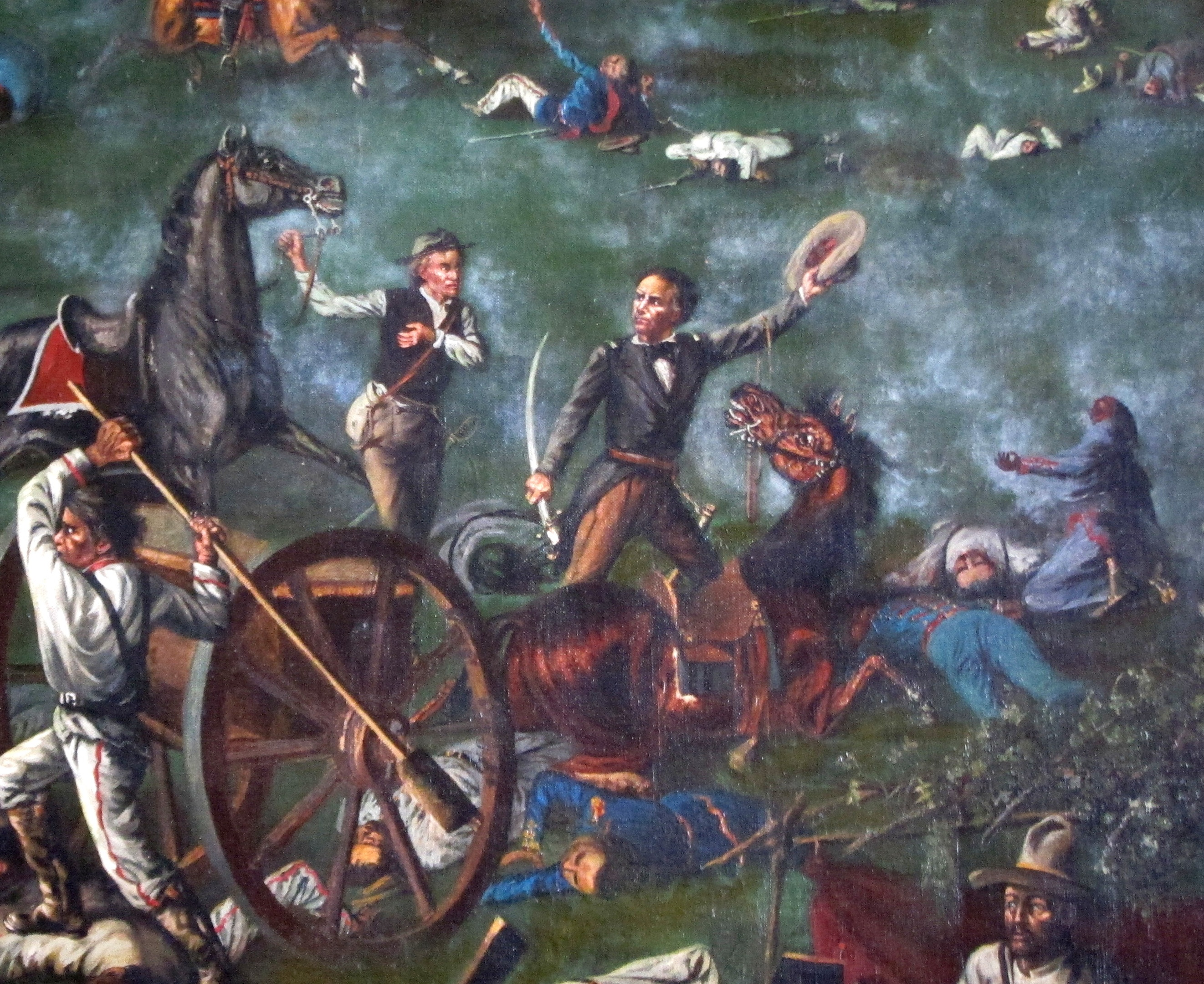
Хьюстон в битве при Сан-Хасинто

В 1818 году Хьюстон ушёл из армии и занялся юридической практикой, в конце года был назначен прокурором в округе Нэшвилл. В 1822 году избран, а в 1824 году переизбран в палату представителей от штата Теннесси, в качестве конгрессмена активно поддерживал Эндрю Джексона. В 1827 году Хьюстон не стал баллотироваться в Конгресс и вместо этого выиграл выборы губернатора штата Теннесси, но пробыл в этой должности недолго — с 1 октября 1827 по 16 апреля 1829 года. В январе 1829 года Хьюстон женился на 18-летней Элизе Аллен, но вскоре перестал жить с ней (хотя развелись они только в 1837 году, когда Хьюстон стал президентом Техаса), подал в отставку и опять стал проводить много времени среди чероки, женившись второй раз — теперь на индианке-вдове. Хьюстон основал торговый пост на территории современного штата Оклахома; в это время он много выпивал, и это, как и разрыв с женой и уход с должности губернатора, охладило отношения Хьюстона с Джексоном, который к тому времени был избран президентом.
В апреле 1832 года, находясь в Вашингтоне, Хьюстон поссорился с конгрессменом из Огайо Уильямом Стэнбери (противником Джексона), после чего подстерёг его на улице и избил палкой. Это привело к тому, что 17 апреля Хьюстон был арестован и предстал перед судом, но благодаря своим связям был приговорён всего лишь к штрафу в 500 долларов. Хьюстон отказался платить и покинул страну.
В декабре Сэм Хьюстон перебрался в Техас (тогда принадлежавший Мексике); 1 апреля 1833 года он присутствовал на съезде техасцев в Сан-Фелипе, где поддержал Уильяма Уортона, требовавшего независимости Техаса от Мексики.
Когда в 1835 году Техас начал войну за независимость, Сэм Хьюстон получил звание генерал-майора в армии восставших, а в марте 1836 года, после подписания декларации независимости Техаса, стал её главнокомандующим. 21 апреля Хьюстон возглавил армию техасцев в сражении при Сан-Хасинто, нанеся численно превосходящему отряду мексиканской армии сокрушительное поражение. На следующий день после битвы в плен к техасцам попал президент Мексики генерал Санта-Анна, вскоре вынужденный подписать Веласкские договоры, признававшие независимость республики Техас (однако мексиканское правительство отказалось ратифицировать договоры).

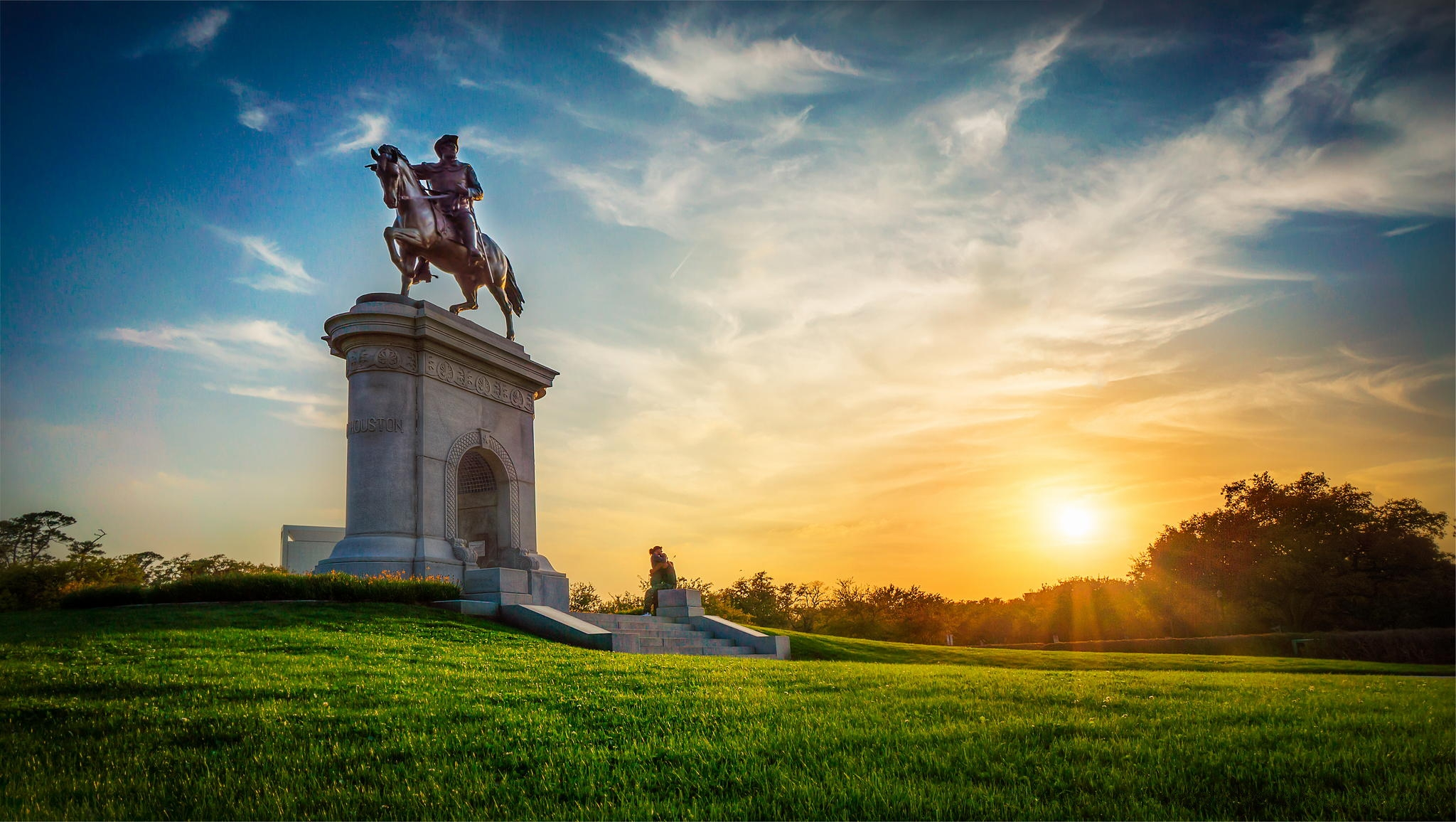
Мемориал Сэмюэла Хьюстона

Затем Хьюстон дважды избирался на пост президента Техаса, занимая эту должность с 22 октября 1836 по 10 декабря 1838 года и с 13 декабря 1841 по 9 декабря 1844 года, а между двумя президентскими сроками заседал в палате представителей республики, критикуя политику президента Мирабо Ламара, сторонника независимости Техаса от США. В честь Хьюстона была названа столица республики, заложенная 30 августа 1836 года (в 1839 году столица была перенесена в Остин). Также Хьюстон известен как основатель техасской масонской ложи. 9 мая 1840 года в штате Алабама Хьюстон в третий раз женился (жена из племени чероки к тому времени умерла) — на 21-летней Маргарет Моффетт-Ли, которая впоследствии родила ему восьмерых детей.
Когда в 1845 году Техас стал штатом США, Хьюстон был избран в американский Сенат и исполнял обязанности сенатора вплоть до 1859 года. В Сенате он проявил себя как противник аболиционизма, убеждённый сторонник единства страны и её территориального расширения, поддержав присоединение Орегона и компромисс 1850 года. В 1852 году рассматривался как возможный кандидат в президенты от Демократической партии. Хьюстон дважды баллотировался в губернаторы Техаса, в 1857 году он проиграл выборы, но в 1859 году был избран губернатором. С началом Гражданской войны Хьюстон не поддержал сецессию Техаса, а затем отказался присягать на верность Конфедеративным штатам Америки и 16 марта подал в отставку (таким образом, и со своего второго губернаторского поста он был вынужден уйти раньше времени). Однако, чтобы избежать кровопролития в штате, Хьюстон отказался от предложенной президентом Линкольном отправки в Техас 50 000 солдат для восстановления порядка. Старший сын Хьюстона, Сэм Хьюстон-младший, вопреки совету отца принял участие в войне на стороне Конфедерации.
Последние годы жизни Хьюстон провёл в своём доме в Хантсвилле, где 26 июля 1863 года скончался в возрасте 70 лет от воспаления лёгких. Похоронен на кладбище Оаквуда у Хантсвилла.
В городе создан его мемориальный музей и установлена 20-метровая статуя, считающаяся самой большой статуей американским деятелям.

## Память
В названиях
- Хьюстон, крупнейший город Техаса, назван в честь Сэма Хьюстона.
- Форт Сэм Хьюстон в Сан-Антонио назван в его честь.

В литературе
- Сэм Хьюстон является одним из героев фантастического романа в жанре стимпанк и альтернативная история «Машина различий» Брюса Стерлинга и Уильяма Гибсона.

В кинематографе
- В фильме «Одинокая звезда»[англ.] (1952) режиссёра Винсента Шермана роль Сэма Хьюстона сыграл Морони Олсен.
- в фильме «Форт Аламо» (1960) режиссёра Джона Уэйна в роли Сэма Хьюстона снялся Ричард Бун.
- в фильме «Техас» (1994) режиссёра Ричарда Лэнга роль Сэма Хьюстона исполнил Стейси Кич.
- В фильме «Форт Аламо» (2004) режиссёра Джона Ли Хэнкока роль Сэма Хьюстона играл Деннис Куэйд.
- В сериале «Восстание Техаса»[англ.] (2015) режиссёра Ролана Жоффе его сыграл Билл Пэкстон.